# Rinorea deflexiflora
Rinorea deflexiflora és una espècie de planta amb flor que pertany a la família de les violàcies. Rinorea deflexiflora creix des de Mèxic fins a Panamà. És comú en els boscos molt humits alterats i no alterats del vessant atlàntic, dels 0 fins als 200 msnm.
És un arbre o arbust d'1 a 9 m d'alt. Les fulles són el·líptiques a àmpliament el·líptiques, 9-20 cm de llargada i 3-10 cm d'amplada, acuminades a l'àpex, cuneades i obliqües a subauriculades a la base, amb domacis, nervi principal híspid a la cara superior, setós a la cara inferior. Les inflorescències fan entre 5 a9 cm de llarg, amb uns pedicels entre 2 a9 mm de llarg, articulats per dalt de la base. Les flors són blanques i els seus pètals d'uns 3 mm de llarg; filaments lliures, glàndules dorsals 1/3 de la longitud dels filaments; estil 2-3 mm de llarg, òvuls generalment 2 per carpel. La càpsula fa entre 1 a 2 cm de llarg. Les llavors fan entre 2 a 5 mm de diàmetre, piloses, no maculades i fructifiquen entre febrer i març en el seu hàbitat originari.